# Svenska mästerskapen i dressyr 1980
Svenska mästerskapen i dressyr 1980 avgjordes i Strömsholm. Tävlingen var den 30:e upplagan av Svenska mästerskapen i dressyr.

## Resultat
| Placering | Ryttare         | Häst   |
| --------- | --------------- | ------ |
| 1         | Eva-Karin Munck | Lansad |
| 2         | Ulla Håkansson  | Elymus |
| 3         | Anna Svensson   | Niclas |